# David Edelstadt

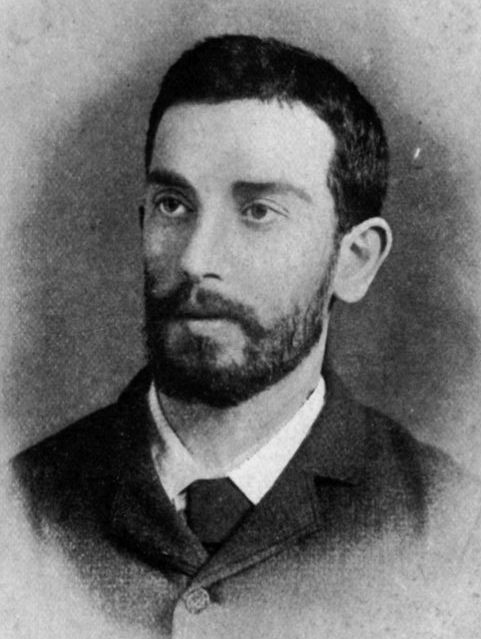
David Edelstadt

David Edelstadt (geboren am 9. Mai 1866 bei Kaluga im Russischen Kaiserreich; gestorben am 17. Oktober 1892 in Denver, Colorado) war ein jiddischsprachiger Schriftsteller und Anarchist.

## Biografie
Edelstadt wurde stark von dem Leben seines Vaters geprägt, der wie viele Juden 25 Jahre im Zwangsdienst der stark antisemitisch geprägten Armee des Zaren stand. Russisch war seine Muttersprache, Jiddisch seine Sprache der Kommunikation und der Propaganda. Er verwendete sie ab seiner Auswanderung in die Vereinigten Staaten 1882.
Edelstadt gehörte zur ersten jüdischen anarchistischen Organisation in New York City, der Gruppe Pionire der Frayhayt (deutsch: Pioniere der Freiheit). Sie agierte vor allem im jüdischen Teil von New York, der Lower East Side. Die Anklage der Haymarket-Anarchisten hatte zu dieser Formierung geführt. Die Gruppe blieb auch in Kontakt mit der Londoner jiddischen anarchistischen Zeitschrift Arbeter Fraynd (Arbeiterfreund) und trug dort auch Artikel bei. 1889 redigierte Edelstadt die anarchistische Zeitschrift Wahrheit. Sie wurde nach 20 Ausgaben wegen fehlender finanzieller Mittel eingestellt.
Er war Mitarbeiter und Chefredakteur der Freien Arbeiter Stimme und verfasste neben seiner praktischen Erwerbsarbeit viele Gedichte. Besonders seine Texte zu den staatlichen Verfolgungen der Anarchisten fanden viele Leser.
Die schlechten Arbeitsbedingungen in den Sweatshops New Yorks führten dazu, dass er sich mit Tuberkulose infizierte. So musste er seine Stellung 1891 aufgeben und zog zur Heilung nach Denver, Colorado, wo er weiter Gedichte schrieb.
Edelstadt starb am 17. Oktober 1892 im Alter von 26 Jahren. Auch sein Bruder und dessen Frau starben an Tuberkulose. In den nächsten Jahren entstanden in Chicago, Boston und anderen Städten Kulturgruppen, die sich seines Œuvres annahmen und sein Erbe weiterführten.